# Clostridium algidixylanolyticum
Clostridium algidixylanolyticum è una specie di batterio appartenente alla famiglia delle Clostridiaceae.